# 章崇任
章崇任（1942年2月—），男，回族，广西鹿寨人，中华人民共和国政治人物，曾任广西壮族自治区政协副主席，第九、十届全国政协委员。